# Korhecz Imola
Korhecz Imola (Topolya, Jugoszlávia, 1978. április 4.–) - előadóművész, színész, televíziós- rádiós műsorvezető-szerkesztő, óvodapedagógus. Délvidéki kislányként országos- és nemzetközi vers- és prózamondó versenyek győztese, világutazó színész-, előadóművész, 15 éven át a Duna Tv – és az MTV képernyőjén műsorvezető-, műsorkészítő, az interaktív vers- és mesekoncertek műfajának pionírja, a Cimbora Együttes alapítója

## Életrajza
Korhecz Imola a délvidéki Topolyán született és Kosztolányi Dezső szülővárosában, Szabadkán töltötte a gyerekkorát. Kazinczy-díjas édesanyja s az Életjel irodalmi élőújságban betöltött aktív életének köszönhetően hamar fontossá vált számára az anyanyelve, a szép szó és a művészetek, az idegen nyelvek szeretete. Míg kezdetben meseillusztrátornak készült, később a szereplés, versmondás vált fontossá számára. Horváth Emma tanárnő, Pataki László színművész és Póka Éva színművész tanítványaként kóstolt bele a színművészet csodáiba. Magyar anyanyelvűként egyedül birtokolja a szerbiai köztársasági versmondó verseny aranyérmét!
A versmondásnak köszönhetően beutazta a világot már tinilányként; Magyarországon és a hajdani Jugoszlávián kívül járt Svájcban, Tunéziában, Erdélyben, Kanadában, az Egyesült Államokban, később Norvégiában és Németországban is.
Érettségi után, 1997-ben felvételt nyert a Színház- és Filmművészeti Egyetem televíziós műsorvezető- szerkesztő szakára Horváth Ádám és Vitray Tamás osztályába, ahol 2001-ben kapott diplomát. 2006-ban színész-, hivatásos előadóművész képesítést is szerzett. 2001-ben felvételt nyert az MTV országos műsorvezető- válogatásán és a műsorvezetés mellett, szerkesztő és riporteri feladatokat is kapott különböző műsorokban.  Miközben a kulturális műsorok, a színház játszottak a legfontosabb szerepet életében, a Cimbora műsornak köszönhetően egyre inkább a gyerekek világa motiválta, ezért 2008-ban megalapította saját zenekarát, a Cimbora Együttest - verseket zenésítenek meg és interaktív vers- és mesekoncerteket tartanak határon innen és túl. 2017-ben óvodapedagógus diplomát (is) szerzett és előadóművészi tapasztalatait a pedagógia területén is kamatoztatja.
Házastársa: Podhorányi Zsolt, gyermekei: Marcell és Zoltán

## Munkássága
Cimbora – műsorvezető (2001- 2005)
Regionális Híradó, Magyar Szalon, Fogadóóra, Közeli, Kultúrpercek (2001-2002)  - MTV – szerkesztő-riporter
Infó Rádió – közéleti-és kulturális riportok (2002-2004)
Duna Televízió - kulturális híradó – műsorvezető – (2004-2005)
Arcélek – miniportrék (2008-2009) – szerkesztő-rendező-riporter
Cimbora Együttes – (2008- ) – alapító, ének, vers, próza –
Legyél a Cimborám! címmel CD a Vajdasági Magyar Művelődési Intézet kiadásában – 2016. május 12. – ősbemutató, Énekelt versek fesztiválja,  Vajdaság, Zenta
Kikötő (2012) – MTVA – szerkesztő-riporter
Megoldások magazinja ( 2012) – MTVA – szerkesztő-riporter

#### Filmek – rendezések
Megőriztél – 1999
Péntek délután – 2000
A vadállatbefogó - 2000
A talpfák illata – diplomafilm – 2001
Önálló estek, színpadi munkák:
Dér Zoltán: Fecskelány – monodráma Barácius Zoltán rendezésében (1994 - )
K. Z. oratórium – veszprémi Pannon Várszínház, 2005., rendező: Vándorfi László

#### Előadóestek
2005 - „A semmi ágán…” – József Attila és Bartók Béla – versösszeállítás Érdi Tamás zongoraművésszel - Veszprém, Balatonalmádi, Budapest (Nádor terem), Szabadka, Újvidék, Norvégia, MÜPA, 2008, 2016
2005 – „József Attila, hidd el, hogy nagyon szeretlek…” – versműsor-sorozat a Millenáris Teátrum színpadán; szereplők: Szőcs Artur, Zöld Csaba és Korhecz Imola, szerkesztő: É. Szabó Márta, rendező: Takács Vera
2006. május 27. – Cimbora Friss tintával – interaktív versműsor a budapesti Újszínház pódiumszínpadán, szereplők:  Jaskó Bálint, Fehér Dániel és Vaszkó Bence, szerkesztő: É. Szabó Márta, rendező: Galkó Balázs
2007 - Sikoly – közérzeti műsor mai magyar költők verseiből
2008. május 13.-tól Legyél a Cimboránk! – interaktív vers- és mesekoncertek határon innen és túl a Cimbora Együttessel, melynek tagjai Juhász Csaba, Podhorányi Zsolt, Schneider Szilveszter és Veér Bertalan
2013 – Weöres Sándor-verskoncert a Sebő Együttessel – Debrecen – Kölcsey Központ
2013-2019 Cimbora-matinék a Ferencvárosi Művelődési Központban
2018 -„Adjon az isten…”- Nagy László, Szilágyi Domokos és József Attila műveiből versműsor Bartók Béla: Improvizációk magyar parasztdalokra  c. ciklusával – Németh Vékes Erzsébet zongoraművésszel
2018 – Versünnep Fesztivál – döntő, Nemzeti Színház
2019 - Ady-improvizációk– versfilm, operatőr-rendező: Koszteczky László, közreműködik: Teleki Gergő zongoraművész
2019 – Szívlapát – közéleti versműsor mai magyar költők írásaiból

#### Televíziós szerepei
Állatkerti séta – az újvidéki televízió versműsora - 1990
Mesék Mátyás királyról – az újvidéki televízió mesejátéka – a krónikás szerepe; 1992
Találkozás Korhecz Imolával – portréfilm az újvidéki televízió stábjával – 1997; riporter: Gobby Fehér Gyula, szerkesztő-rendező: Lecsár Edit
Mesemondók Találkozója (MTV, 1992) – döntő, gála
Ki mit tud? – MTV; 1993-1996 - gála
Kalliopé dalnokai (Duna Tv) - 1997
Fecskelány – Magyarok cselekedetei – MTV - 1997; szerkesztő-rendező: Kovács Júlia
Karácsonyi műsor (MTV, 1997) – mesemondó lány; rendező- operatőr: Nádorfi Lajos
Magyar elsők – A vasút – úrhölgy szerepe; rendező: Takács Vera

#### Egyéb munkái
a Cimbora Alapítvány rendezvényeinek műsorvezetője, háziasszonya és előadóművésze (2001-  )
KlasszapARTon fesztivál (2015-  )
MOL Tehetségtámogató Programjának  díjazottjait bemutató gála – MÜPA – műsorvezető – 2014, 2015
Fonó könnyűzenei rendezvényeinek háziasszonya – MÜPA
Budapesti Vonósok műsorainak háziasszonya – Zeneakadémia
Vodafone hangja – 1998, német-magyar nyelven
Berlinale – az ECLA amerikai ösztöndíj program keretében kulturális tudósítások, interjúk Berlinből - 2002

### Díjak
Ki mit tud? – MTV televíziós elődöntő – 1993, gála – 1996
Legjobb női főszereplőnek járó díj – Bajmok – Vajdasági Színjátszó Fesztivál - 1995
József Attila országos vers- és prózamondó verseny – I. díj – 1995
Nagy László nemzetközi versmondó verseny – svájci körút
Csengey Dénes Országos vers- és prózamondó verseny –
abszolút I. díj – 1996
Anyám fekete rózsa országos vers- és prózamondó verseny 1996  I. díj
Szerbiai Köztársasági Versmondó Verseny – aranyérem – 1995
Radnóti-díj – 1996
Hatágú Síp – világ vers- és prózamondó verseny – 1996 – II. díj – kanadai körút
OFF – különdíj - 1999
Kamera Hungária – a legjobb dokumentumfilmnek járó díj – 2001
Kaleidoszkóp Versfesztivál – legjobb előadóest díja –  Ketten egyedül c. műsorért – partner: Verbászi Beáta; 2002
Versmondó Magiszter - 2004